# Latifah Moedjijo
Latifah Moedjijo (22 augustus 2004) is een Surinaams voetbalkeepster. Ze speelde in de selecties van U-20 en de senioren van het Surinaamse voetbalelftal.

## Carrière
Latifah Moedjijo is doelvrouw en in speelt in het Surinaamse clubvoetbal rond 2023 voor SV Robinhood.
In september 2021 stond ze in het doel van het U-20-team tijdens de kwalificatiewedstrijden van de Concacaf op Curaçao, met wedstrijden in groep D tegen Grenada en Belize. In 2022 stond ze in het doel van het U-20-team tegen de sterke Verenigde Staten. Met rust was het 3-0 en in de tweede helft stoomden de Noord-Amerikanen door naar 14-0. Volgens een artikel op de website van de Amerikaanse bond was het aan Moedjijo te danken dat de score niet nog hoger was geworden. Ze kreeg 66 schoten te verwerken en had 14 remarkable saves (opmerkelijke reddingen). Tijdens het kampioenschap van de Concacaf kreeg ze in maart 2023 zes doelpunten te verwerken tegen Guyana en drie tegen de Dominicaanse Republiek. Wel hield ze het doel tegen Dominica, waartegen Suriname met 2-0 won.
Sinds 2022 staat ze ook onder de lat van de senioren van het nationale elftal. In januari kwam het team twee keer uit tegen Barbados. Uit werd gelijkgespeeld met 1-1 en thuis verloren met 0-1. Ttijdens de kwalificatiewedstrijden voor het Wereldkampioenschap voetbal vrouwen van 2023 zat ze op de bank tegen Mexico, Anguilla en Puerto Rico. Wel keepte ze in de thuiswedstrijd tegen Antigua en Barbuda. Deze wonnen de vrouwen met 5-1.